# Begunjščica
Begunjščica je razpotegnjena grebenska gora v Karavankah. Razteza se od Smokuške planine na zahodu do Sv. Ane na Ljubelju, na vzhodu. Sam greben ima več vrhov. Najvišji je srednji Veliki vrh (2060 m), zahodni Srednji vrh je nekoliko nižji, najnižja pa je vzhodna Begunjska Vrtača (1997 m). Južna pobočja se dvigajo nad dolino Drage severno od Begunj. Severno ostenje pada na Zelenico in je na več krajih prekinjeno z melišči in žlebovi. 
Zaradi lahkega dostopa je Begunjščica obiskana skozi vse leto. Poleg tega so pozimi in spomladi ob ugodnih snežnih razmerah njena melišča pripraven teren za turno smuko. 

## Izhodišča
- Begunje na Gorenjskem (Radovljica)
- Ljubelj (Tržič)
- Podljubelj (Tržič)
- dolina Završnice (Žirovnica)

## Vzponi na vrh
- 4½h: iz Begunj (616 m), čez Preval in Begunjsko Vrtačo
- 3½-4h: iz Podljubelja, čez Preval in Begunjsko Vrtačo
- 2½h: od Planinskega doma na Zelenici (1536 m), po transverzali
- 1h: od Roblekovega doma na Begunjščici (1657 m), po transverzali

## Razgled
Zaradi ugodne lege je zelo širok razgled z vrha Begunjščice. Na zahodu se razprostirajo spodnje bohinjske gore, Triglavsko pogorje, Martuljkova skupina s Škrlatico, sledi Stol, Vrtača, Košuta na severu, na vzhodu Kamniško-Savinjske Alpe s Storžičem, na jugu pa obsežna Ljubljanska kotlina.

## Geomorfologija
Najvišji greben Karavank in tudi Begunjščice je iz zgornje triasnega debeloskladovitega apnenca in dolomita, medtem ko je del južnih pobočij iz jurskih nagubanih skladovitih apnencov z roženci. V njih je doslej znanih pet pomembnih najdišč liasnih amonitov in sicer na nadmorski višini 1400 do 1600 m, približno 1 km vzhodno od Roblekovega doma. Poznanih je 13 vrst amonitov, največ iz rodov Harpoceras, Phylloceras, Hildoceras in Lytoceras. 
V liasnih apnencih je tudi do 150 cm debela plast roženca orudenega z manganovo rudo, ki so jo nekoč tudi izkoriščali.

## Rastlinstvo
Izredno bogato rastlinstvo je predvsem na traviščih južnega pobočja pod vrhom. K pestrosti rastlinstva veliko prispeva menjajoča se geološka podlaga. Tu uspevajo rožnati gadnjak (Scorzonera rosea), planika (Leontopodium alpinum), travnolistna perunika (Iris graminea), panonski svišč (Gentiana pannonica), Seguierijeva zlatica (Ranunculus seguieri), Zoisova zvončica (Campanula zoysii), mlahava bilnica (Festuca laxa).